# Frank Horwill

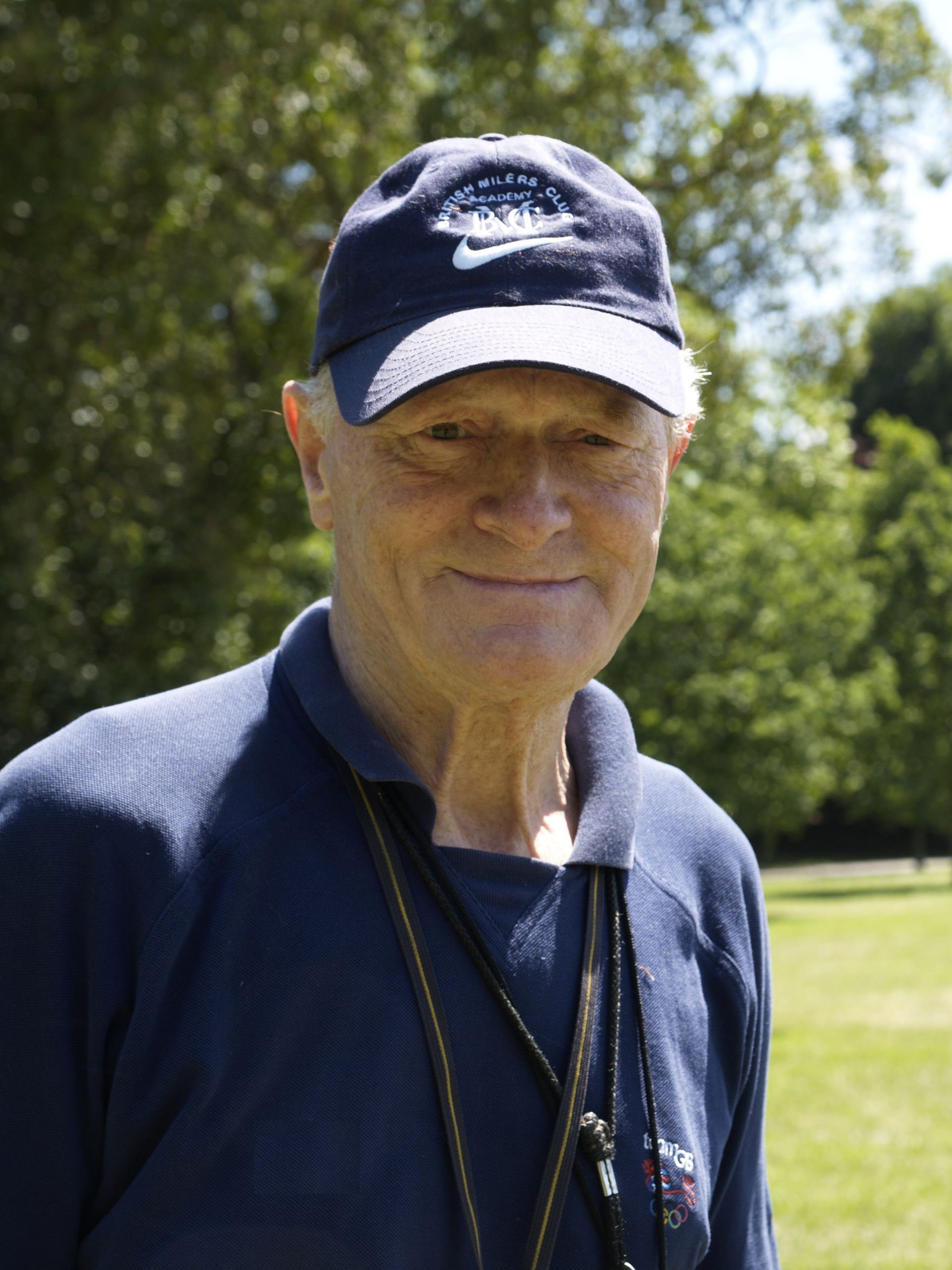
Frank Horwill, 2005

Frank J. Horwill MBE (* 19. Juni 1927 in London; † 1. Januar 2012 ebenda) war ein britischer Leichtathletiktrainer. Er gilt als Trainer der erfolgreichsten englischen Mittelstreckler und Gründer des British Milers’ Club.

## Leben
Nach einem freiwilligen Militärdienst am Ende des Zweiten Weltkrieges arbeitete Horwill zunächst in der Landwirtschaft, ehe er alle vier Trainerlizenzen des englischen Leichtathletikverbandes erhielt und zunächst seit 1961 als ehrenamtlicher Trainer tätig wurde. Bis zum Ende der Karriere als Trainer hatte er über 50 Mittel- und Langstreckler trainiert, die für England international starteten. 1963 gründete Horwill den British Milers’ Club (BMC), eine Vereinigung von leistungsstarken Mittel- und Langstrecklern, die das Ziel hatte, den Mittelstreckenlauf in Großbritannien durch mehr Kooperation zu reformieren und wieder die Weltspitze zu erlangen. 17 Jahre später hielten die Mitglieder des BMC alle Weltrekorde im Mittelstreckenlauf für Männer. Horwill blieb im Vorstand des BMC bis zu seinem Tode. Er trainierte im Auftrage der britischen Regierung u. a. in Kanada, Irland, Polen, Zimbabwe, Kenia, Bahrain, Portugal und Südafrika. Für die IAAF war er eine Trainerlegende. 2011 wurde Horwill für seine ehrenamtliche Arbeit im Sport zum Member of the Order of the British Empire (MBE) ernannt.

## Trainingstheorie
Während in der Zeit nach dem Zweiten Weltkrieg modernes Training physiologisch bzw. biochemisch orientiert war, ging es für Horwill um Training als Lernprozess. Er ging davon aus, dass man nicht mehr als fünf verschiedene Geschwindigkeiten ökonomisch laufen lernen kann. Diese Geschwindigkeiten ließ er mit optimalem Stil lernen. Zunächst wurde er über diesen Rückfall zu den Stilläufen der 1920er- und 1930er-Jahre belächelt, die Erfolge von Sebastian Coe und Steve Ovett gaben ihm aber Recht. Auch das moderne Blocktraining greift auf Elemente des massierten Lernens zurück. Sein Training umfasst so eine große Menge an Läufen mit hoher Intensität, weil eben in Renngeschwindigkeit. Viele afrikanische Läufer folgten seinen Plänen, u. a. Saïd Aouita und Noah Ngeny.
Mit Denis Watts und Harry Wilson verfasste er The Complete Middle Distance Runner (1972), mit dem die Grundlagen des Erfolges britischer Mittelstreckler gelegt wurden. Sein Buch Obsession for Running (1991) wurde vom Daily Telegraph als The athletics book of the year ausgezeichnet.